# Tävlingssimning
Tävlingssimning är en sport som kan utövas både individuellt och i lag. Sporten utförs i vatten, oftast i en simbassäng, där det gäller att simmaren använder sig av ett eller olika simsätt, beroende på vilken gren simmaren tävlar i. Tävlingsregler har fastställts av det internationella organet FINA.

## Grenar
Tävlingssimning omfattar grenarna, med respektive längder: 
- 50, 100 och 200 m bröstsim, ryggsim och fjärilsim.
- 50, 100, 200, 400, 800 och 1 500 m frisim.
- 100, 200 och 400 m individuell medley.[2][3]

Tävlingssimning har varit en del av de olympiska spelen sedan de första 1896.
Tillsammans med de andra simsporterna simhopp, synkroniserad simning, öppet vatten-simning och vattenpolo styrs idrotten av Fédération Internationale de Natation (FINA). 
2008 skapades även tävlingen "Oceans Seven".

## Historia
Simningens historia sträcker sig långt tillbaka i tiden. Arkeologiska fynd har visat att simning utövades i Egypten så tidigt som 2500 f.v.t. I Japan har man funnit bevis som tyder på att organiserade tävlingar hölls för 2000 år sedan. Tävlingar i simning nämns även i källor från antikens Grekland.
Först under 1800-talet blev tävlingssimning populärt i Europa. En milstolpe i denna utveckling var grundandet av världens första simförbund i London 1837. Det första organiserade mästerskapet hölls i Australien 1846. I Sverige hölls de första nationella mästerskapstävlingarna 1891. Tävlingssimning ingick i de första Olympiska sommarspelen 1896 i Aten. 1908 bildades världsföreningen för simning, Fédération Internationale de Natation (FINA).
Under Olympiska sommarspelen i Stockholm 1912 tilläts kvinnor för första gången i olympiska sammanhang att tävla i simning. Första internationella tävlingen för damer hölls vid Damspelen 1922 i Monaco där även Sverige deltog.

## Tävlingen
Tävlingssimning går ut på att på kortast tid simma en förutbestämd sträcka. Tävlingssimning blev en populär sport på 1800-talet och består av 36 olika grenar - 18 för män och 18 för kvinnor. Dock erkänner IOK endast 34, 17 för män och 17 för kvinnor. I OS tävlar manliga och kvinnliga idrottare i 13 av de godkända grenarna. Olympiska spelen hålls i en 50-metersbassäng.

## Tävlingsbassänger
De flesta tävlingar äger rum antingen på en långbana (50 m) eller en kortbana (25 m). Även 25 yard bassäng finns, och tävlas i.

## Funktionärer
Det finns flera typer av funktionärer inom tävlingssimning. Följande antal gäller i nationella mästerskap och FINA-klassificerade tävlingar.
Tidtagare. En per tävlingsbana, står bakom startpallarna på bassängens ena kortsida. Tidtagarna godkänner en simmares start, vändning samt målgång och tar en manuell backup-tid.
Bandomare. Vid kortbana, två stycken. Vid långbana, fyra stycken. Bandomare ska finnas på varje långsida av bassängen. Varje bandomare ska försäkra sig om att reglerna för det aktuella simsättet följs samt bevaka vändningar och målgång. På bassängens andra kortsida befinner sig vändningskontrollanter. Dessa kontrollerar och godkänner enbart simmarnas vändningar, som rapporteras till vändningskontrollantledaren.
Vid startmomentet av ett heat har man starters. Dessa utläser frasen "På era platser" samt trycker på startknappen som utlöser startsignalen samt sätter igång tidtagningen. 
Slutligen finns en tävlingsledare. Tävlingsledaren ska ha oinskränkt kontroll och auktoritet över alla funktionärer, godkänna deras uppgifter och instruera dem avseende alla speciella omständigheter och regler för tävlingen. 
Även andra typer av funktionärer förekommer. Bland annat måldomare, speaker och tävlingssekreterare. För att bli svensk simfunktionär måste man gå utbildningen Tävlingsfunktionär och bli godkänd av Svenska Simförbundet. Efter Tävlingsfunktionär har man rätt att vara tidtagare och vändningskontrollant. För att kunna ha någon annan högre post krävs utbildning för Distriktsfunktionär och Förbundsfunktionär. 

## Simkläder
Tävlingsbadbyxor har som syfte att öka simmarens hastighet. Vanligast är att man har åtsittande badkläder som inte medför något vattenmotstånd. Även en badmössa i gummi eller liknande material ökar hastigheten då hår har en bromsande effekt.
Det har väckts en stor debatt om simdräkternas utveckling. Superdräkterna eller gummidräkterna, exempelvis LZR Razer, som var tillåtna 2008-2009 hjälpte många simmare till världsrekord. Superdräkterna bestod av icke-textila material såsom gummi, där tjockleken varierades på olika delar av dräkten för att ge extra flytförmåga där den behövdes, utan att påverka rörligheten. Superdräkterna var extremt tajta, och utformade för kompression och bättre strömlinjeform i vattnet. Det kunde ta en timme att sätta på sig en sådan baddräkt och det var vanligt att baddräkterna gick sönder vid påklädning. Baddräkterna gynnade speciellt muskulösa och kraftiga simmare. Internationella Simförbundet FINA ändrade successivt reglerna angående simdräkterna. Från och med våren 2009 blev det förbjudet att tävla i dubbla par simdräkter, vilket tidigare gett elitsimmare en högre flytförmåga. Man förbjöd också användandet av simdräkter som helt täcker axlar och armar. Men efter VM i Rom i augusti 2009, där inte mindre än 42 världsrekord sattes, beslutades det att superdräkterna kommer att försvinna helt, och att simdräkterna från januari 2010, precis som fram till december 2007, ska bestå av textila material utan egen flytförmåga. Från 1 januari 2010 infördes också regler som minskade tillåten täckt kroppsyta, så att badbyxorna (för män) inte får gå högre upp än till naveln eller ner över knäna. För damer får dräkterna dock gå upp till axlarna av integritetsskäl. Textila helkroppsbaddräkter för män, exempelvis den så kallade  hajdräkten, hade använts i början av 2000-talet innan superdräkten infördes.  
Vanliga badklädesmärken är: Arena, Speedo, TYR, Aquarapid Nike, Diana och Dolfin.

### Tränings- och tävlingsbadkläder

#### Män
Vid träning används ofta kortare klortåliga badbyxor. Vid tävling används ofta längre badbyxor eller dräkter i vattenavstötande material.

#### Kvinnor
Kvinnor använder oftast hel baddräkt. Det är ovanligt med bikini. Vid tävling kan även dräkten gå längre ner på benen.

## Elitsimmare
Simning är en sport som ställer höga krav på de fysiologiska egenskaperna. Teknik, mekanik, koordination och mentalfärdighet är viktiga delar. Man måste ha en bra målsättning och ett bra psyke för att lyckas i den hårda konkurrensen ute i simvärlden. Det blir allt vanligare att man gör kombinerade sim- och längdskidåkningsläger. Men de flesta forskare är eniga om att det är en kombination av alla delkapaciteter som gör en till en riktigt bra simmare och dessutom kan hålla den höga standarden under många år.
Många elitsimmare åker till Sydafrika under träningsperioderna eftersom platsen erbjuder optimala träningsmöjligheter. Sarah Sjöström är en av många.

## Vanliga simskador
På grund av kontinuerlig rotation och användning är axeln (rotatorkuffen) den kroppsdel som är mest utsatt för skada hos simmaren. I motsats till en enda incident är skada på rotatorkuffen hos simmaren ett resultat av upprepat trauma och överanvändning. Lederna är mer benägna att skadas när armen används repetitivt i ett läge ovanför det horisontella. Denna position visas i varje arms cykel och positionen ändras. Av de fyra musklerna och senorna hos rotatorkuffen är skadan sannolikt att uppträda i senan av senraspinatusen. Rotatormanschettpåverkan beror på trycket på rotorkroppen från en del av skruven när armen lyfts upp.
Det bästa sättet att förebygga skador är att diagnostisera problemet tidigt. Typiskt är dålig teknik och överdriven användning utan vila de främsta orsakerna till skada. Genom kommunikation mellan simmare, tränare, föräldrar och sjukvårdspersonal kan alla problem diagnostiseras före en allvarlig skada. Dessutom bör lämpliga uppvärmnings- och styrketräning övas innan några noggranna rörelser.
Vid behandling av en rotationsmanchettskada är den viktigaste faktorn tid. På grund av arten av ledningen stabiliseras primärt av muskel och sena. Skadan måste vara helt läkt för att förhindra återkommande problem. Att återvända till simning eller andra krävande övningar kommer sannolikt att resultera i degenerering av en sena så småningom som ett brott. Under rehabiliteringstiden bör fokus läggas på rotatorkuffen och skruvförstärkning.

## Ändringar i idrotten
Tävlingssimning har under en lång tid utvecklats, bland annat genom bättre simteknik och genom nya material i simkläderna.
Vid de fyra första OS-tävlingarna ägde simningen inte rum i bassänger, utan i öppet vatten (1896 - Medelhavet, 1900 - Seine, 1904 - en konstgjord sjö, 1906 - Medelhavet). Under de Olympiska spelen 1908 byggdes en 100-metersbassäng, som låg i mitten av huvudarenan. Vid simtävlingarna i OS 1912, som hölls i Djurgårdsbrunnsviken i Stockholm, använde man för första gången elektrisk tidtagning. 
Manliga simmare använde helkroppsbadkläder fram till 1940-talet, vilket innebar mer motstånd i vattnet än vad moderna badbyxor gör. Konkurrensen medförde att nya material och mönster i tygerna utvecklades för att minska vattenmotståndet och simmarnas trötthet. Dessutom har under årens lopp även bassängerna utvecklats för att öka hastigheten. En viss typ av design – djup och bredd samt utformning av bassängkanten – påverkar hastigheten.
Olympiska sommarspelen 1924 var de första då en standard 50-metersbassäng med markerade banor användes. Under OS 1936 infördes startpallar för första gången. Voltvändning utvecklades på 1950-talet och glasögon användes för första gången vid OS 1976. 
Även under det sena 1900-talet förändrades tävlingssimningens teknik. I simsättet bröstsim får man nu doppa huvudet helt under vattnet, vilket ger en längre slaglängd och snabbare tempo. Dessutom får man föra armarna längre bak än axlarna vid start- och varv för att snabba på bröstsimmet. Vid vändningen i bröstsim behöver inte händerna längre sättas i på samma höjd, och efter vändningen har det blivit tillåtet med en fjärilskick innan uppgång. I ryggsimmet är det nu tillåtet att lägga sig på mage vid vändning för att utföra en voltvändning. Tidigare var man tvungen att simma på rygg hela vägen in och göra en bakåtvolt. Detta görs nu i vändningen mellan ryggsim och bröstsim på IM. 
Från 2008 infördes nya startpallar som medger sprintstart. Startpallarna var tänkta att introduceras vid OS i Peking 2008 men eftersom simmarna inte fått möjlighet att träna in den nya starten så kom de i tävlingssammanhang att introduceras senare.

## Simning i populärkultur
Suzanne Reuter, känd svensk skådespelare, sysslade med tävlingssimning som ung innan hon bestämde sig för att satsa på skådespeleriet. 

## Framstående svenska simmare
- Sarah Sjöström
- Therese Alshammar
- Stefan Nystrand
- Gunnar Larsson
- Lars Frölander
- Bengt Baron